# Pilot (Scream)
"Pilot" é o episódio piloto e o primeiro episódio da primeira temporada da série norte-americana de terror Scream. A série é baseada na franquia americana de mesmo nome. A série gira em torno da personagem principal, Emma Duval (Willa Fitzgerald) que vive na fictícia cidade de Lakewood, Luisiana. Ela rapidamente se torna o centro de uma série de assassinatos entre os adolescentes que a conhecem. O massacre parece estar relacionado com os assassinatos cometidos por Brandon James, que supostamente foi obcecado por sua mãe Maggie Duval (Tracy Middendorf).
O episódio gira em torno do horrível assassinato de Nina Patterson (Bella Thorne) nas mãos de um assassino desconhecido depois que ela enviou um vídeo de Audrey (Bex Taylor-Klaus), uma adolescente bicuriosa enrustida, beijando outra garota. Amigos próximos de Nina realizam uma festa memorial para ela, entretanto, Emma e sua mãe são insultadas pelo assassino.
O episódio foi ao ar em 30 de junho de 2015 na MTV e recebeu críticas mistas dos críticos, embora os críticos e os fãs da série de filmes elogiaram a sequência de abertura e o desempenho de Bella Thorne, comparando a cena com a cena de abertura no primeiro filme de Scream.

## Enredo
Depois de postar um vídeo na internet das estudantes Audrey Jensen (Bex Taylor-Klaus) e Rachel Murray (Sosie Bacon) se beijando, Nina Patterson (Bella Thorne) é deixada na mansão de seu pais pelo namorado Tyler O'Neill (Max Lloyd-James). Enquanto Nina está sozinha em casa, o Ghostface se passa por Tyler e provoca Nina com clipes de vídeos e mensagens de texto enviadas do telefone de Tyler. O relaxamento de Nina na banheira de hidromassagem é interrompido quando a cabeça decepada de Tyler é subitamente jogada na piscina. Ela grita e pula para fora da piscina. Depois de conseguir pedir ajuda, ela corre para tentar abrir as portas, quando o assassino aparece atrás dela e a corta nas costas. Ela então tenta correr, mas é agarrada pelo Ghostface, que corta sua garganta e a joga na piscina.
Paralelamente, Emma Duval (Willa Fitzgerald) está estudando para uma prova com seu namorado Will Belmont (Connor Weil). Na manhã seguinte, na George Washington High School, Audrey se solidariza com seu amigo Noah Foster (John Karna) pelo vídeo viral. Paralelamente, Emma e Will discutem o vídeo com seus amigos Brooke Maddox (Carlson Young), Riley Marra (Brianne Tju) e Jake Fitzgerald (Tom Maden). Na aula de Artes da Linguagem, Emma e suas amigas notam o novo aluno transferido, Kieran Wilcox (Amadeus Serafini), que recentemente se mudou para Lakewood após seu pai, o policial Clark Hudson (Jason Wiles), ser promovido como xerife da cidade. Os pais de Nina voltam para casa e descobrem o corpo da filha na piscina.
A notícia da morte de Nina se espalha por toda a escola. Um boato sobre a identidade do assassino sugere que Brandon James retornou a Lakewood em busca de vingança. Noah conta a história de como Brandon James, um adolescente com síndrome de Proteus, morreu vinte e um anos atrás. Brandon se apaixonou por uma garota chamada Daisy Anderson (Anna Grace Barlow), mas quando ela ficou assustada com a aparência dele após tirar sua máscara no baile de dia das bruxas da escola, um grupo de atletas bêbados o espancou. Brandon então teve um surto e matou cinco estudantes. A polícia mais tarde atirou em Brandon durante uma reunião marcada com Daisy no píer do lago. Daisy é revelada secretamente como a mãe de Emma, Maggie Duval (Tracy Middendorf), que trabalha como médica legista na cidade.
Os alunos descobrem que Tyler está desaparecido e é o principal suspeito do assassinato de Nina. Em um esforço para renovar sua antiga amizade, Emma convida Audrey para uma festa que Brooke está fazendo como um memorial para Nina. Will e Jake têm um tenso confronto um com o outro sobre um envolvimento secreto que tiveram com Nina. O professor de artes da linguagem Seth Branson (Bobby Campo) tenta, sem sucesso, terminar seu caso com Brooke. De volta em casa, Emma encontra um pacote na porta de casa dirigido a Daisy. Depois que Emma sai com Will para a festa de Brooke, Maggie abre o pacote e encontra uma nota que diz: "Emma se parece com você nessa idade", juntamente com um coração de animal sangrento.
Maggie liga para Hudson sobre o pacote anônimo. Clark promete rastrear o pai de Emma, Kevin Duval, um dos sobreviventes de Brandon James e que abandonou sua família. Enquanto isso na festa, Audrey e Emma conversam à beira da piscina lembrando na época que eram amigas. Brooke sugere que Will e Nina tinham algum tipo de conexão e Emma percebe que Will dormiu com Nina. Depois de confrontar Will, Emma sai sozinha e encontra Kieran na estufa. Kieran explica as circunstâncias da família que o levaram a Lakewood. Kieran e Emma acabam se beijando.
Tendo desmaiado anteriormente, Noah recupera a consciência e se vê dormindo de cueca e sozinho em um bote no meio do lago. Noah entra no lago e é puxado para a água. Kieran resgata Noah. Noah insiste que alguém o agarrou e o puxou para a água. Kieran leva Emma para casa. Kieran revela que o xerife é seu pai. Enquanto isso, o assassino persegue Audrey enquanto ela visita sua namorada Rachel.
Na escola, o xerife Hudson pede para Noah para ir à delegacia para um interrogatório sobre Brandon James. Riley e Noah continuam flertando um com o outro depois da festa. Emma visita Audrey e admite que ela estava com Nina quando o vídeo foi gravado. O Ghostface provoca Emma através do telefone enquanto ela anda em casa. Como Noah continua explicando metáforas para Riley, Jake revela ter um vídeo em segredo de Nina em seu computador, Audrey revela ter uma imagem de Brandon James desmascarado, e Noah é visto escondendo uma ferida sangrenta na testa.

## Recepção
A estréia da série recebeu críticas mistas dos críticos. O episódio foi assistido por 1,03 milhões de espectadores e foi considerado um sucesso para a MTV.